# Friedrich August von Ammon
Friedrich August von Ammon (Gottinga, 10 settembre 1799 – Dresda, 18 maggio 1861) è stato un oculista e chirurgo tedesco.

## Biografia
Studiò medicina alle Università di Gottinga e Lipsia e, dopo un viaggio educativo nella Germania e Parigi, si stabilì a Dresda nel 1823 come medico, dove la sua attenzione principale si occupava di compiti chirurgici e chirurgici-anatomici. Nel 1828 ottenne il titolo di professore, diventando direttore dell'Accademia medico-chirurgica di Dresda. Nel 1837 fu nominato medico reale di Federico Augusto II di Sassonia.
Conosciuto per il suo lavoro in oftalmologia, fu determinante nel rendere Dresda un centro di apprendimento oftalmico durante la sua vita. Nel 1830 fondò Zeitschrift für die Ophthalmologie, una delle prime riviste dedicate all'oftalmologia. Nel suo libro, vincitore di premi, De Iritide (1835), parlò dell'irite e sull'oftalmia simpatica.

## Opere
- De genesi et usu maculae luteae in retina oculi humani obviae, (Weimar 1830)
- Die Erkenntniss und die Behandlung der asiatischen Cholera : mit Berücksichtigung der durch Leichenöffnungen gewonnenen Aufklärungen über das Wesen dieser Krankheit und mit einem Verzeichnisse der bei Behandlung derselben erprobten und vorgeschlagenen Heilmittel und Heilformeln versehen. Walther
- De physiologia tenotomiae, (Dresden 1837)
- Klinische Darstellung der Krankheiten und Bildungsfehler des menschlichen Auges etc. (Berlin 1838–1847, 4 volumi).
- Die Behandlung des Schielens durch den Muskelschnitt, (Berlin 1840).
- De Iritide, (Berlin, 1843).
- Illustrierte pathologische Anatomie der menschlichen Kornea, Sklera, Choroidea und des optischen Nerom, (hrsg. von Warnatz, Leipzig 1862).
- Die angebornen chirurgischen Krankheiten des Menschen (Berlin, 1839–1842).
- Die plastische Chirurgie, (con Moritz Baumgarten, Berlin, 1842).